# Таунсенд, Джон (политик)
Джон Таунсенд из Рейнхэма в Норфолке (англ. Sir John Townshend; ок. 1568 — 2 августа 1603) — английский дворянин, политик и рыцарь. Он был сыном сэра Роджера Таунсенда (умер в 1590 году) и Джейн Стэнхоуп. Он также был военным и членом парламента. Он был убит на дуэли с сэром Мэтью Брауном в августе 1603 года.

## Происхождение
Джон Таунсенд был старшим сыном сэра Роджера Таунсенда (ок. 1544 — 1590) и его второй жены Джейн Стэнхоуп (ок. 1547—1618), дочери сэра Майкла Стэнхоупа (ум. 1552) из Шелфорда в графстве Ноттингемшир, и его жены, Энн Роусон, дочь Николаса Роусона из Авели, Эссекс. После смерти сэра Роджера Таунсенда (умер в 1590), его вдова Джейн, вышла замуж во второй раз за Генри Беркли, 7-го барона Беркли. Она умерла в своем доме в Барбикане 3 января 1618 года, оставив завещание от 20 июля 1617 года, которое было подтверждено её внуком, сэром Роджером Таунсендом, 1-м баронетом, 10 марта 1618 года.

## Карьера
Джон Таунсенд унаследовал от своего отца значительные поместья в графстве Норфолк, став признанным одним из ведущих представителей дворянства графства. Получив образование в Магдален-холле, Оксфорд, он был членом парламентов 1593, 1597—1598 и 1601 годов, представляя замок Райзинг, Норфолк и Орфорд соответственно. Он служил в английской армии в Нидерландах под командованием сэра Фрэнсиса Вера в 1592 году, а в 1596 году принял участие в экспедиции графа Эссекса против Кадиса, в результате чего был посвящен в рыцари.
Настроения в Норфолке резко поднялись во время восстания графа Эссекса, и Джон Таунсенд решительно поддерживал фракцию, возглавляемую сэром Эдвардом Коком, и выступал против графа Эссекса. Его вражда с сэром Кристофером Хейдоном, одним из сторонников Эссекса, закончилась в 1600 году тем, что Хейдон вызвал Таунсенда на дуэль, но прежде чем они смогли сразиться, оба мужчины были вызваны в Тайный совет и были освобождены только тогда, когда Кокс предложил внести залог за хорошее поведение Таунсенда.
Говорили, что Джон Таунсенд был «очень выдающимся членом» первого парламента короля Якова . Однако, пока заседал парламент, сэр Джон Таунсенд 1 августа 1603 года сразился на дуэли верхом на Хаунслоу-Хит с родственником, сэром Мэтью Брауном из Уэст-Бетчворта в Доркинге, графство Суррей. Браун был убит на месте, в то время как Таунсенд был смертельно ранен и умер на следующий день.
Джону Таунсенду наследовал его старший сын Роджер Таунсенд, который в то время был несовершеннолетним. Его опекунство было приобретено его бабушкой Джейн, в то время женой Генри Беркли, 7-го барона Беркли. Роджер Таунсенд был создан баронетом в 1617 году и был предком маркизов Таунсенд.

## Семья
Сэр Джон Таунсенд женился на Энн Бэкон (август 1573 — ноябрь 1622), старшей из трех дочерей сэра Натаниэля Бэкона (ок. 1546—1622) от его первой жены, Энн Грешем (ум. 1594), незаконнорожденной дочери сэра Томаса Грешема. Сэр Натаниэль Бэкон был сводным братом сэра Фрэнсиса Бэкона. Благодаря этому браку Таунсенды унаследовали бывшее поместье Бэкона в Стиффки.
От этого брака было трое детей:
- Сэр Роджер Таунсенд, 1-й баронет (ок. 1596 — 1 января 1637), старший сын и преемник отца[6].
- Стэнхоуп Таунсенд (1597?-1620?)[6]
- Энн Таунсенд, которая вышла замуж за Джона Спелмана[6].